# Exocentrus leucovittipennis
Exocentrus leucovittipennis là một loài bọ cánh cứng trong họ Cerambycidae.